# Holger Hott Johansen
Holger Hott Johansen, född 8 april 1974, är en norsk orienterare.

## Meriter

### VM
- 2004 - Brons, långdistans
- 2005 - Brons, långdistans
- 2005 - Guld, stafett
- 2006 - Guld, medeldistans

### Världscupen
- 2004 - Totalseger

### Nordiska mästerskapen
- 2001 - Brons, medeldistans
- 2003 - Silver, medeldistans
- 2005 - Silver, medeldistans
- 2005 - Brons, långdistans

### Norska mästerskapen
- Individuellt: 5 guld, 3 silver och 3 brons
- Stafett: 5 guld, 1 silver, 2 brons

### Övrigt
- 1999 - Seger i Jukolakavlen med Bækkelaget
- 2001 - Seger i Tiomila med Bækkelaget